# البیان فی تفسیر القرآن
البیان فی تفسیر القرآن اثر سید ابوالقاسم خویی است. این تفسیر شامل مقدمه مؤلف و تفسیر سوره حمد می‌باشد.

## مؤلف
سید ابوالقاسم خویی مرجع تقلید شیعیان در ۱۵ رجب سال۱۳۱۷ قمری مصادف با ۱۲۷۸ شمسی در خوی به دنیا آمد. پدرش سیدعلی اکبر فرزند سیدهاشم بود امام جماعت مسجد گوهرشاد مشهد بود. سیدابوالقاسم در خوی دروس مقدماتی حوزوی را شروع کرد. سپس برای ادامه به نجف رفت. محمدحسین نائینی، محمدحسین اصفهانی، آقا ضیاءالدین عراقی، محمدجواد بلاغی، میرزاعلی شیرازی و سید ابوالحسن اصفهانی وی را مجتهد خوانده‌اند. وی از همان ابتدا به تدریس در حوزه اهتمام داد و در دهه چهارم زندگیش به استاد برتر حوزه نجف تبدیل شد و حدود شصت سال تدریس کرد که امری نادر در حوزه محسوب می‌شود.
پس از درگذشت بروجردی و حکیم مرجعیت وی مطرح گردید که در زمان مرجعیتش حوزه علمیه، مسجد، مدرسه، کتابخانه، بیمارستان و دارالایتام‌های زیادی را در کشورهای اسلامی تأسیس کرد. وی سرانجام در ۹۶ سالگی در مقبره خانوادگی خود جنب مسجد خضرا به خاک سپرده شد.

## روش‌شناسی
خویی در مقدمه این کتاب روش تفسیر خود را، که متأثر از آرای استادش علامه بلاغی در کتاب آلاءالرحمن فی تفسیر القرآن است٬ شرح می‌دهد. خویی در این کتاب قبل از پرداختن به تفسیر سوره حمد در چند فصل به عظمت قرآن، اعجاز قرآن و فرق آن با سحر، قرائت‌های قرآن و اثبات عدم تواتر قرائت‌های هفت‌گانه، مصونیت قرآن از تحریف، عدم تناقض و عدم نسخ در احکام قرآن، حجیت ظواهر قرآن به تفصیل می‌پردازد. آرای او در رد احادیث مربوط به قرآن علی بن ابی‌طالب و عدم نسخ در قرآن بجز آیه نجوا در این کتاب برجسته هستند.
تفسیر سوره حمد بخش پایانی البیان می‌باشد که با توجه به قرآن و سنت، و تأمل در لغت و ادبیات عربی آیات را تفسیر می‌کند.

## ویژگی‌ها
جامعیت مباحث قرآنی مؤلف در مقدمه این کتاب را به یکی از آثار شاخص حوزه علوم قرآنی تبدیل کرده‌است.
خویی تفسیرش را با تفسیر سوره حمد پایان می‌دهد.

## چاپ و ترجمه‌ها
البیان نخستین بار در سال ۱۳۷۵ در نجف به چاپ رسید. هاشم هاشم‌زاده هریسی و محمدصادق نجمی آن را به فارسی ترجمه کرده‌اند. محم شفاء نجفی در اسلام‌آباد آن را به زبان اردو ترجمه و چاپ کرد. عبدالعزیز ساشادینا در سال ۱۹۹۸ آن را به انگلیسی ترجمه و انتشارات دانشگاه آکسفورد چاپ نمود.